# Кяхта
Кя́хта (бур. Хяагта, монг. Хиагт) — місто в Росії, адміністративний центр Кяхтинського району Бурятії.

## Географія
Розташоване поряд з державним кордоном Російської Федерації та Монголії, знаходиться в прикордонній зоні (на 1 км північніше від кордону), на автомагістралі федерального значення Улан-Уде — Кяхта — Улан-Батор А340, в 234-х км від Улан-Уде.

## Історія
Місто було засноване в 1727 році російським дипломатом Савою Рагузинським. До 1934 року місто називалося Троїцькосавськом, потім було об'єднане з торговою слободою Кяхта та перейменоване.

## Постаті
- Прянишников Дмитро Миколайович (*1865 — 1948) — російський учений, академік, спеціаліст у галузі агрохімії, фізіолої рослин і рослинництва.
- Столерман Самуїл Олександрович (1874—1949) — український радянський диригент
- Старчак Іван Георгійович (1905—1981) — полковник РА, фронтовий розвідник, командир диверсійно-розвідувального загону, заслужений майстер спорту СРСР
- Козаченко Ганна Володимирівна (* 1954) — український науковець.